# Salade liégeoise
La salade liégeoise ou potée liégeoise, est une spécialité culinaire belge, originaire de la région de Liège.
Il s'agit d'une salade composée à base de haricots verts, de pommes de terre, de lardons, et d'une touche de vinaigre, qui se déguste chaude. Elle peut être proposée en entrée mais sert, le plus souvent, de plat principal voire de plat unique. Bien qu'actuellement parfois servie en été, c'est une spécialité culinaire typiquement hivernale.
Bien qu'elle se suffise à elle-même, elle est parfois accompagnée de saucisses, ou de tranches de lard, ou servie sur une frisée.

## Composition
Cuire séparément, réserver et enfin mélanger au dernier moment les ingrédients suivants avec un peu de vinaigre d'alcool :
- haricots verts de type haricots mangetout (cuits al dente),
- quartiers pelés de pommes de terre à chair ferme du type A,
- lardons fumés ou salés[2] déglacés au vinaigre d'alcool.

La cuisson séparée des ingrédients et le choix de pommes de terre fermes distingue la salade de la potée. 

## Historique
La légende voudrait que la rive gauche des quartiers bourgeois de l'Île et du palais l'agrémente d'éléments riches, comme la crème fraiche, et que le quartier plus populaire d'Outremeuse l'assaisonne de pelures d'oignons.[réf. nécessaire]

## Touches personnelles
Comme tous les plats régionaux, elle comporte autant de variantes que de cuisiniers qui y apportent leur touche personnelle,.
Selon les chefs, les quartiers et la rive du fleuve on trouve les ingrédients suivants :
- haricots beurre,
- kwène di gate (« corne de chèvre », en wallon liégeois) ou plate de Florenville ou ratte du Touquet, pelée et rissolée à la graisse d'oie,
- déglaçage et mélange au vinaigre de vin ou de cidre,
- un mélange de trois vinaigres (xérès, vin vieux, framboise)[6],
- oignons grelots en lames, frits dans la graisse du lard (quartier d'Outremeuse),
- un filet de crème fraîche (quartier du Palais),
- tranches ou quartiers d'œufs durs,
- un œuf poché,
- nokète di boûre (« noisette de beurre » en wallon liégeois)[7],
- échalotes ciselées,
- ciboulette fraiche.